# Masik River
Masik River är ett vattendrag i Kanada.   Det ligger i territoriet Northwest Territories, i den norra delen av landet, 3 800 km nordväst om huvudstaden Ottawa.